# Йосип Шехтман
Шехтман Йосип (Йосип Бер; יוסף שכטמן; Joseph B. Schechtman; 1891, Одеса — 1970, Нью-Йорк), діяч сіоністського руху, публіцист, спеціаліст з питань міграції.

## Імперський період
Навчався у Новоросійському університеті в Одесі. З юності брав участь у сіоністському русі. Під впливом Володимира Жаботинського, згодом відомого ідеолога та лідера сіоністського руху, Шехтман вивчив українську мову. Навчаючись в університеті, встановив контакти з учасниками українського національного руху. У наслідку 1910 року у петербурзькому журналі «Єврейський світ» опублікував статтю про необхідність українсько-єврейського діалогу. Дана стаття була привітно висвітлена в українській пресі. Зокрема, позитивні відгуки писалися в київській газеті «Нова рада». Через 7 років Йосип Шехтман видав дві брошури на ту саму тему у Одесі: «Євреї та українці» та «Національні рухи у вільній Росії». 
У 1917 брав участь у сіоністських конференціях у Петрограді, підтримував разом з іншими однодумцями наміри Жаботинського про створення Єврейського легіону у складі британської армії. У тому року Шехтмана обрано делегатом на Всеросійський єврейський з'їзд. Він відбувся у Москві влітку 1918 року як 1-й З'їзд єврейських громад. 
У 1918 він був обраний членом Єврейської національної ради в Києві - вищого органу єврейської національної автономії в Україні, а в 1918-19 роках працював в її виконавчому органі - Єврейському національному секретаріаті.

## Життя на еміграції
Під час громадянської війни в Росії, що вибухнула, в 1920 році, Шехтман емігрував до Німеччини, вступив до Берлінського університету, був активний в емігрантському середовищі російсько-українських сіоністів. З вересня 1922 року був одним із редакторів тижневика «Світанок». У 1923 році «Світанок» став органом сіоністської групи Володимира Жаботинського, опозиційної правлінню Сіоністської організації. Згодом Шехтман був співредактором Жаботинського в їхній спільній роботі в журналі «Світанок». Шехтман був одним із засновників Всесвітнього союзу сіоністів-ревізіоністів (Париж, 1925 рік), членом його правління, представляв ревізіоністський рух у Центральній Європі. У 1929-31 роках працював редактором паризького тижневика на ідиш "Дер найєр вег". У 1931-35 роках Шехтман був членом Виконавчого комітету Сіоністської організації. У 1935 році він вийшов із Світової Сіоністської організації і став одним із засновників Нової сіоністської організації.
У 1941 році після початку Другої світової війни Шехтман виїхав до США. У 1941-43 роках він обіймав посаду старшого наукового співробітника Інституту єврейських проблем; у 1943-44 роках - директор та один із засновників Бюро з дослідження міграції населення. У 1944-45 роках Йосип
Шехтман – консультант з питань міграції урядового відділу стратегічних досліджень. В цей же час Шехтман продовжував брати активну участь у єврейському суспільному житті, був головою об'єднання сіоністів-ревізіоністів США, членом правління Всесвітнього єврейського конгресу. У 1946 році, після того, як Нова сіоністська організація саморозпустилася, Шехтмана знову обрано членом Виконавчого комітету Всесвітньої Сіоністської організації (до 1970 року). У 1960-і роки Йосип Шехтман був членом Виконавчого комітету Єврейського агентства. В останні роки життя Шехтман пішов від активної політичної та суспільної діяльності  .

## Праці

### Роботи довоєнного періоду
- «Погроми в Україні за українських урядів» (французька мова, Париж, 1927)
- «Погроми Добровольчої армії» (російська мова, Берлін, 1932)
- «Трансіорданія в рамках палестинського мандату» (німецька мова, 1937)

### Роботи післявоєнного періоду
Всі книги англійською мовою:
- European Population Transfers, 1939-1945. — Oxford University Press, 1946. — 532 p.
- «Проблема арабських біженців» (1952)
- Біографія В. Жаботинського англійською мовою в 2-х томах: т. 1 - «Заколотник і державний діяч» (1956), т. 2 - «Борець і пророк» (1961)
- «На орлиних крилах. Втеча, результат і репатріація східних євреїв» (1961),
- «Зірка, що закотилася. Ще раз про російське єврейство» (1961)
- «Муфтій та фюрер» (1965)
- «Сполучені Штати та боротьба за єврейську державу» (1965)
- «Йорданія. Держава, якої ніколи не було» (1969)
- «Історія ревізіоністського руху« (у співавторстві з І. Бенарі; т. 1, 1970)